# Flottmann-Werke
Flottmann-Werke byla německá strojírenská firma v městě Herne, která proslula vzduchovou vrtací technikou.
Fonetický přepis názvu firmy se stal v českých zemích synonymem pro příklepovou vzduchovou vrtačku do kamene – flotman.

## Název a sídlo firmy v průběhu času
- Rok 1872 – Metallgießerei H. Flottmann – město Bochum, Alleestraße 31 (zakoupení slévárny mosazi a soustružny kovů Heinricha Trillinga z roku 1869)
- Rok 1902 – město Herne, Altenhöfener Straße 186 (zakoupení areálu zrušené betonárny Rheinisch-Westfälischen Betonwerke)
- Rok 1917 – Maschinenbau-Aktien-Gesellschaft H. Flottmann & Comp.
- Rok 1926 – Flottmann Aktiengesellschaft
- Rok 1927 – ulice, kde sídlila firma přejmenována na Flottmannstrasse
- Rok 1949 – Flottmann-Werke GmbH
- Rok 1983 – město Herne, Baukauer Strasse

## Osoby
- Friedrich Heinrich Flottmann (24. června 1844, Bochum – 3. března 1899, Bochum)
- Emilie Flottmann (10. května 1852 Dortmund – 18. listopadu 1933 Herne), manželka zakladatele a jeho dědička, výkonná ředitelka, místopředsedkyní dozorčí rady
- Otto Heinrich Flottmann (24. prosince 1875, Bochum – 28. února 1944, Erlangen)
  - vynálezce s mnoha významnými patenty
  - čestný doktorát inženýrství (Dr.-Ing. E.h.) Technické univerzity v Cáchách za velké zásluhy o rozvoj důlní vrtné a těžební techniky (1922)
  - člen NSDAP od roku 1931
  - čestný občan města Herne od 24. prosince 1935 (k 60. narozeninám) do října 2013, kdy bylo symbolicky odebráno

- Friedrich Heinrich Flottmann, předseda správní rady od roku 1949, zemřel v roce 1977 jako poslední z potomků[2]

## Úspěchy firmy
- v roce 1904 říšský patent č. 165 125 na vzduchovou příklepovou vrtačku s kuličkovým ovládáním a automatickým chodem (kuličkový ventil, který vytváří pulzace stlačeného vzduchu a tím i kmitání úderníku vrtačky)
- v roce 1909 patent na vyplachovací mechanismus příklepové vrtačky umožňující výplach vrtané díry vodou
- v roce 1911 patent na odsávání prachu při vrtacích pracích[3]
- v roce 1913 patent na pneumatické zařízení posouvací pro vrtačky nárazové se samočinným regulačním zařízením pro posuv [4]

- v roce 1922 vyrobeno vrtací kladivo s pořadovým číslem 100 000[5]
- v roce 1925 vyroben pístový kompresor na jednonápravovém podvozku s benzínovým motorem Flottmann
- v roce 1927 vodou chlazený jednoválcový třítlaký komorový kompresor řady MG pro stacionární průmyslové použití[6]
- obchodní zastoupení v Mexico City, v Charkově (těžba uhlí na Ukrajině), v Johannesburgu (těžba zlata v Jižní Africe)

## Firma v českých zemích
- Dne 22. července 1924 se konala ustanovující schůze Preßluft - Industrie, A.-G-, H. Flottmann & Co., Praha, která převzala provozy stejnojmenné společnosti.[7]

- Společnost pro průmysl na stlačený vzduch H. FLOTTMANN, akc. spol. Praha-Vinohrady, Třída maršála Focha č. 15.

- technická kancelář: Mor. Ostrava, ul. M. Hodži 25 (dnešní ulice Na hradbách)[8], v roce 1937 Sadová 33,[9] v roce 1940 ul. Sadová 25[10]
- továrna: Velké Kunčice n./Ostr. u Mor. Ostravy, od roku 1943 ulice Maschinengasse 13, česky Strojní 13) 49°48′7,99″ s. š., 18°17′33,99″ v. d.

## Nabízený sortiment
- kompresory a veškeré tlakovzdušné stroje[11]
- kladiva vrtací, bourací a vylamovací
- sbíječky
- pěchy a vibrátory pro práce betonovací[12]

## Exponáty muzeí
- Westfälisches Landesmuseum Dortmund: pneumatická příklepová vrtačka, hlučnost 103 dB[13]
- Deutsches Bergbau-Museum Bochum: 3 kusy pneumatických sbíjecích kladiv[14]

## Kulturní odkaz
V roce 1908 architekti Schmidtmann a Klemp vyprojektovali v secesním stylu výstavní a expediční halu, kovárnu a kovoobráběcí dílnu. Po sedmdesáti letech byly vyklizeny a hrozí demolice, podobně jako u zbytku areálu.Nakonec byly objekty zachráněny a od října 1986 se v halách pořádají sportovní, divadelní, volnočasové akce a výstavy.
V roce 1902 vyrobila slévárna kovů Füssmann a Fleeth z Essenu secesní bránu podle návrhu Carla Weinholda (11. září 1867, Hamburk - 28. února 1925, Mnichov), pro průmyslový veletrh v Düsseldorfu. Otto Heinrich Flottmann tuto bránu koupil a nechal postavit jako vstupní bránu do své továrny. 